# Podkonice
Podkonice es un municipio del distrito de Banská Bystrica en la región de Banská Bystrica, Eslovaquia, con una población estimada a final del año 2024 de 903 habitantes.
Se encuentra ubicado en la zona centro-norte de la región, cerca del río Hron —un afluente izquierdo del Danubio— y de la frontera con la región de Žilina.

## Demografía
| Año        | 1994 | 2004    | 2014    | 2024    |
| ---------- | ---- | ------- | ------- | ------- |
| Población  | 875  | 873     | 883     | 903     |
| Diferencia |      | −0,22 % | +1,14 % | +2,26 % |

| Año        | 2023 | 2024    |
| ---------- | ---- | ------- |
| Población  | 913  | 903     |
| Diferencia |      | −1,09 % |